# Marquesado de la Liseda
El marquesado de la Liseda es un título nobiliario español creado el 3 de mayo de 1718 por el rey Felipe V a favor María Isabel de Moctezuma y Torres, vizcondesa de Amaya, dama de la reina viuda María Ana del Palatinado-Neoburgo, esposa que fue del rey Carlos II.

## Marqueses de la Liseda
|                              | Titular                                 | Periodo               |
| Creación por Felipe V        | Creación por Felipe V                   | Creación por Felipe V |
| ---------------------------- | --------------------------------------- | --------------------- |
| I                            | María Isabel de Moctezuma y Torres      | 1718- ?               |
| II                           | Francisco Ventura de Orense y Moctezuma | ? -1789               |
| III                          | Antonia de Orense y Moctezuma           |                       |
| IV                           | .                                       |                       |
| Rehabiliato por Alfonso XIII |                                         |                       |
| V                            | Fernando de Orellana y Orellana         | 1909-1928             |
| VI                           | José Burgos y de Orellana               | 1940-                 |
| VII                          | José Burgos y Rosado                    | 1975-                 |
| VIII                         | José Manuel Burgos y Pérez              | 1986-2018             |
| IX                           | Miguel Burgos Gimeno                    | 2018-                 |

## Historia de los marqueses de la Liseda
- María Isabel de Moctezuma y Torres, I marquesa de la Liseda.[1][3] Era hija de Francisco José de Toledo Moctezuma y de Juana Lucía de Torres y Monroy.[4]

Se casó con Juan Manuel Orense del Castillo, III vizconde de Amaya. Le sucedió el único hijo nacido de este matrimonio:
- Francisco-Ventura de Orense y Moctezuma,(Salamanca, 1748-ibid. 24 de marzo de 1789), II marqués de la Liseda,[5][6][7]  XI marqués de Cerralbo, GE,[8] VIII conde de Villalobos, marqués de Almarza y de Flores Dávila, conde de Alba de Yeltes[7] y IV vizconde de Amaya.[3][1]

Contrajo matrimonio el 4 de octubre de 1774 con María Luisa de la Cerda y Cernesio, sin descendencia.  Le sucedió:
- Antonia de Orense y Moctezuma, III marquesa de la Liseda.

Se casó con Fernando de Orellana Pizarro y Barrantes.
Rehabilitación en 1909:
- Fernando de Orellana y Orellana (m. 1928), V marqués de la Liseda:. Le sucedió, de su hermana Juana y de su marido Pablo Burgos y Meneses, el hijo de ambos, por tanto, su sobrino:

José Burgos y de Orellana, VI marqués de la Liseda.
Se casó con Antonia Rosado y Pérez-Aloe. Le sucedió:
- José Burgos y Rosado, VII marqués de la Liseda.[10]

- José Manuel Burgos y Pérez, VIII marqués de la Liseda.[11]

- Miguel Burgos Gimeno, IX marqués de la Liseda (por cesión de su padre).[12]